# Балхаш (град)
Вижте пояснителната страница за други значения на Балхаш.
Балхаш (на казахски: Балқаш) е град в Централен Казахстан със статут на самостоятелен район в Карагандинска област. Разположен е на северното крайбрежие на езерото Балхаш на около 380 км югозиточно от областния център Караганда.

## История
На 11 април 1937 г. с решение на Централния изпълнителен комитет на Казахската ССР малкото работническо селище „Прибалхашстрой“, проектирано във връзка със строителството на Балхашкия рудно-металургичен комбинат (БРМК), е преобразувано в град Балхаш. По този начин медодобивният комбинат силно определя облика на града.
По време на Втората свeтовна война по-голямата част от мъжкото население на града е призовано на военна служба и жените го заместват в медодобивния комбинат. След края на Втората световна война японски военнопленници участват в изграждането на града. Те са използвани в строежа на „Двореца на металурзите“ и местното летище.
След разпадането на Съветския съюз, в периода между 1992 и 1996 г., градът и жителите му, както повечето бивши съветски граждани, преживяват остра икономическа криза, включваща прекъсвания на тока, слабо централно отопление и прекъсване на работа на медодобивния комбинат. В края на 90-те години на миналия век икономиката на града и страната се стабилизира. В града е построен нов квартал, т. нар. „канадски вили”. Всички училища и медицински заведения функционират нормално.